# Zug. Offiziere und Opoltschenije der russischen Literatur
Zug. Offiziere und Opoltschenije der russischen Literatur (russisch Взвод. Офицеры и ополченцы русской литературы / Wswod. Ofizery i opoltschenzy russkoi literatury, wiss. Transliteration Vzvod. Oficery i opolčency russkoj literatury; frz. Übersetzung unter dem Titel Officiers et poètes russes; engl. Platoon: officers and militiamen of Russian literature) sind eine Sammlung von Biografien des russischen Schriftstellers Sachar Prilepin, die 2017 in Moskau erschien.

## Inhalt
Das Buch besteht aus 11 Biographien von Schriftstellern und Dichtern des Goldenen Zeitalters. Es handelt von russischsprachigen Dichtern und Schriftstellern, die neben ihrem schriftstellerischen Leben echte militärische Erfahrung sammelten – von Derschawin und Dawydow bis zu Tschaadajew und Puschkin.
Die militärischen Ränge der dargestellten Klassiker der russischen Literatur erstrecken sich vom Kornett über den Major bis zum Admiral (Schischkow). Sie kämpften 1812 auf dem Feld von Borodino und siegten in Paris, unterdrückten den Pugatschow-Aufstand und den Aufstand in Polen, annektierten Finnland, kämpften mit Schweden, gingen zum Dienst in den Kaukasus.

## Veröffentlichungen
Gleich nach seiner Buchvorstellung Mitte Februar 2017 in Moskau zog der Autor an die Frontlinie bei Donezk, um gegen das „Ukrainische Regime“ zu kämpfen, wie er offen erklärte.
Bei einem Wolgograder Treffen mit seinen Lesern stellte der Autor in diesem Zusammenhang auch Gribojedow, Glinka und Michail Lermontow vor.
2019 erschien eine französische Übersetzung mit 8 Biografien bei Éditions des Syrtes, aus dem Russischen übersetzt von Jean-Christophe Peuch. Ein späterer zweiter Band soll Michail Lermontow und anderen gewidmet sein. Die französische Sammlung enthält Gawriil Derschawin,  Alexander Schischkow, Denis Davydow,  Konstantin  Batjuschkow, Pjotr Wjasemski, Pjotr Tschaadajew, Alexander Bestuschew-Marlinski und Alexander Puschkin, die russische Ausgabe enthält noch Fjodor Glinka, Pawel Katenin und  Wladimir Rajewski.

## Auszeichnung
Im Jahr 2018 erhielt Sachar Prilepin in Pensa den M.-Lermontow-Literaturpreis für sein Buch.